# Betül Kaçar
Betül Kaçar, född i Istanbul 1983, är en turkisk-amerikansk astrobiolog och biträdande professor vid University of Wisconsin–Madison. Hon leder ett astrobiologiskt forskningscenter hos NASA som utforskar livets viktigaste egenskaper, dess ursprung och hur detta kan forma våra föreställningar om beboelighet och sökandet efter liv på andra världar.

## Biografi
Kaçar föddes i Istanbul. Hon var den första kvinnan i sin familj som fick formell utbildning. Hon studerade kemi vid Marmarauniversitetet.
Hon fick Howard Hughes Medical Institutes grundstipendium för att tillbringa en sommar med att genomföra vetenskaplig forskning vid Emory University och studera organisk kemi. Därefter återvände Kaçar till Emory University 2004 och fick så småningom (2010) en doktorsexamen i biomolekylär kemi om förhållandet mellan enzymstruktur och funktion.
Kaçar övergick efter sin doktorsexamen till att studera livets ursprung. Hon utsågs 2010 till NASA-postdoktor vid Georgia Institute of Technology. Hon tilldelades året därpå ett NASA-stipendium, följt av finansiering från NASA Astrobiology Institute och Exobiology Branch 2013.
Hon började på Harvard University år 2014, där hon ledde en oberoende forskargrupp som fellow vid institutionen för organism- och evolutionsbiologi. 2015 fick hon Templeton Fellowship och blev medlem i Harvard Origins Initiative.
Kaçar utsågs 2019 till NASA Early Career Faculty Fellow. 2020 fick hon Scialog-stipendiet för sina studier om livet i universum av Research Corporation och Science Advancement.